# كريستوفر وايت
كريستوفر وايت (بالإنجليزية: Christopher Whyte)‏ هو لغوي وكاتب ومترجم بريطاني، ولد في 1952 في غلاسكو في المملكة المتحدة.

## وصلات خارجية
- الموقع الرسمي